# La niña de tus ojos
La niña de tus ojos is een Spaanse dramafilm uit 1998, geregisseerd door Fernando Trueba.

## Verhaal
Joseph Goebbels wil zijn nazi-gedachtegoed ook in Spanje en Latijns-Amerika populair maken en vraagt een Spaanse filmploeg om een film op te nemen in Duitsland. Het gaat om een verfilming van de musical La niña de tus ojos. Blij dat ze de Spaanse burgeroorlog achter zich kunnen laten, vertrekt de filmploeg naar Duitsland. Al gauw komen ze erachter dat de gastvrijheid van Goebbels veel te maken heeft met de charmes van actrice Macarena Granada.

## Rolverdeling
| Acteur                   | Personage                 |
| ------------------------ | ------------------------- |
| Penélope Cruz            | Macarena Granada          |
| Antonio Resines          | Blas Fontiveros           |
| Jorge Sanz               | Julián Torralba           |
| Rosa Maria Sardà         | Rosa Rosales              |
| Santiago Segura          | Castillo                  |
| Loles León               | Trini Morenos             |
| Jesús Bonilla            | Marco Bonilla             |
| Neus Asensi              | Lucia Gandia              |
| Miroslav Táborský        | Václav Passer             |
| Johannes Silberschneider | Joseph Goebbels           |
| Karel Dobry              | Leo                       |
| Götz Otto                | Heinrich von Wermelskirch |
| Hanna Schygulla          | Magda Goebbels            |

## Ontvangst

### Prijzen en nominaties
Selectie:
| Jaar | Prijs                                 | Categorie                | Genomineerde                                         | Resultaat   |
| ---- | ------------------------------------- | ------------------------ | ---------------------------------------------------- | ----------- |
| 1999 | Premios Goya (13de uitreiking)        | Beste film               | La niña de tus ojos                                  | Gewonnen    |
| 1999 | Premios Goya (13de uitreiking)        | Beste regisseur          | Fernando Trueba                                      | Genomineerd |
| 1999 | Premios Goya (13de uitreiking)        | Beste acteur             | Antonio Resines                                      | Genomineerd |
| 1999 | Premios Goya (13de uitreiking)        | Beste actrice            | Penélope Cruz                                        | Gewonnen    |
| 1999 | Premios Goya (13de uitreiking)        | Beste mannelijke bijrol  | Jorge Sanz                                           | Genomineerd |
| 1999 | Premios Goya (13de uitreiking)        | Beste vrouwelijke bijrol | Loles León                                           | Genomineerd |
| 1999 | Premios Goya (13de uitreiking)        | Beste vrouwelijke bijrol | Rosa Maria Sardà                                     | Genomineerd |
| 1999 | Premios Goya (13de uitreiking)        | Beste origineel scenario | Miguel Ángel Egea, Carlos López                      | Genomineerd |
| 1999 | Premios Goya (13de uitreiking)        | Beste debuterend acteur  | Miroslav Táborský                                    | Gewonnen    |
| 1999 | Premios Goya (13de uitreiking)        | Beste camerawerk         | Javier Aguirresarobe                                 | Genomineerd |
| 1999 | Premios Goya (13de uitreiking)        | Beste montage            | Carmen Frías                                         | Genomineerd |
| 1999 | Premios Goya (13de uitreiking)        | Beste artdirector        | Gerardo Vera                                         | Gewonnen    |
| 1999 | Premios Goya (13de uitreiking)        | Beste productiemanager   | Angélica Huete                                       | Gewonnen    |
| 1999 | Premios Goya (13de uitreiking)        | Beste geluid             | Pierre Gamet, Dominique Hennequin, Santiago Thévenet | Genomineerd |
| 1999 | Premios Goya (13de uitreiking)        | Beste speciale effecten  | Emilio Ruiz, Alfonso Nieto                           | Genomineerd |
| 1999 | Premios Goya (13de uitreiking)        | Beste kostuums           | Sonia Grande, Lala Huete                             | Gewonnen    |
| 1999 | Premios Goya (13de uitreiking)        | Beste grime en haarstijl | Antonio Panizza , Gregorio Ros                       | Gewonnen    |
| 1999 | Premios Goya (13de uitreiking)        | Beste filmmuziek         | Antoine Duhamel                                      | Genomineerd |
| 1999 | Filmfestival Berlijn (49e editie)     | Gouden Beer - Beste film | La niña de tus ojos                                  | Genomineerd |
| 1999 | Europese filmprijzen (12e uitreiking) | Beste actrice            | Penélope Cruz                                        | Genomineerd |